# Wilson (Wyoming)
Wilson es un Lugar designado por el censo situado en el Teton en el estado estadounidense de Wyoming. La población era 1294 habitantes en el censo de 2000.

## Geografía
Wilson se encuentra en las coordenadas 43°29′11″N 110°52′45″O / 43.48639, -110.87917. Según el United States Census Bureau, el CDP tenía un área total de 60,3 km ², de los cuales, 59,9 km ² eran terrestres y 0,4 km ² 0.69% agua.
La ciudad se encuentra en la base de Teton Pass.

## Demografía
Según el censo de 2000, había 1.294 personas, las familias 563, y 305 familias que residían en el CDP. La densidad de población era de 56,0 personas por milla cuadrada (21.6/km ²). Había 706 unidades de cubierta en una densidad media de 30.5/sq mi (11.8/km ²). La composición racial del CDP era 97.68% blancos, 0.08% afroamericanos, 0.15% nativos americanos, 0,46% asiáticos, 0,54% de otras razas, y 1.08% de dos o más razas. Hispanos o latinos de cualquier raza eran el 1,00% de la población. 
Había 563 casas fuera de las cuales 25.2% tenían niños bajo la edad de 18 que vivían con ellos, el 47,6% son parejas casadas que viven juntas, 3.7% tenían un cabeza de familia femenino sin presencia del marido y 45.8% eran no-familias. 28,6% de todas las casas fueron compuestos de individuos y 2.7% tienen a alguna persona anciana de 65 años de edad o más. El tamaño medio de la casa era 2.27 y el tamaño medio de la familia era 2.86. 
En el CDP separaron la población hacia fuera con 20.9% bajo edad de 18 años, 4.3% de 18 a 24, 39.1% de 25 a 44, 28.3% a partir 45 a 64, y el 7,4% tiene más de 65 años de edad o más . La edad media fue de 37 años. Para cada 100 hembras había 117.1 varones. Por cada 100 mujeres mayores de 18 años, había 120.0 varones. 
La renta mediana para una casa en el CDP era $ 69.327, y la renta mediana para una familia era $ 93.354. Los varones tenían una renta mediana de $ 30.455 contra $ 61.635 para las hembras. El ingreso per cápita para el CDP era $ 65.489. Ninguna de las familias y el 6,4% de la población vivía por debajo del umbral de la pobreza, incluyendo no menos de dieciocho años y ninguno de los mayores de 64.

## Educación
La educación pública en la comunidad de Teton Village es proporcionada por Teton County School District # 1. Escuelas que atienden a la comunidad incluyen Wilson Elementary School (grados K-5), Jackson Hole Escuela Secundaria (grados 6-8), y Jackson Hole High School secundaria (grados 9-12).